# Дизајниране дроге
Дизајниране дроге су илегалне дроге које се производе у „уличним лабораторијама”, са великим степеном ризика (немогуће је знати шта се узима). У широкој употреби се налазе од 90-их година 20. века, посебно ГХБ, екстази, анђеоски прах, али се свакодневно појављују нове дроге. У питању су чисто хемијске дроге, некада и само њихови остаци или измењене формуле, у контрасту са природним супстанцама попут канабиса.